# 萨韦利
萨韦利（義大利語：Savelli），是意大利克罗托内省的一个市镇。总面积48平方公里，人口1393人，人口密度29.0人/平方公里（2009年）。